# ارکیده‌های درازگوش
ارکیده‌های درازگوش (نام علمی: Diuris) نام یک سرده از تبار درازگوشان است.